# Megaselia mutica
Megaselia mutica är en tvåvingeart som beskrevs av Borgmeier 1962. Megaselia mutica ingår i släktet Megaselia och familjen puckelflugor. Inga underarter finns listade i Catalogue of Life.